# 天主教塔布克宗座代牧区
天主教塔布克宗座代牧區（拉丁語：Vicariatus Apostolicus Tabukensis）是羅馬天主教一個宗座代牧區，位於菲律賓呂宋島北部山區，管轄阿巴堯省和卡林巴省。
宗座代牧區於2010年時有教友199,439人、20個堂區和26名司鐸，其主教座堂是聖威廉主教座堂。現任主教為普魯登西奧·安達亞。
1992年7月6日自高山省宗座代牧區分出，成為宗座代牧區。 